# Archidiocèse de Xalapa
L'archidiocèse de Xalapa (en latin : Archidioecesis Ialapensis ; en espagnol : Arquidiócesis de Xalapa) est un archidiocèse métropolitain de l'Église catholique du Mexique.

## Territoire

Archidiocèse de Xalapa
Suffragants

Il comprend la partie centrale de l'État de Veracruz ainsi que la municipalité de Xiutetelco dans l'État de Puebla ce qui correspond à un territoire d'une superficie de 6 137 km2 divisé en 92 paroisses.
Le siège archiépiscopal est dans la ville de Xalapa où est située la cathédrale de l'Immaculée-Conception (es) et dans laquelle repose saint Raphaël Guízar Valencia, évêque de Xalapa. Dans la même ville se trouve la basilique Notre-Dame-de-Guadalupe. 
Le sanctuaire du Père Jésus de Jalacingo conserve un Christ portant sa croix, qui est particulièrement vénéré le 6 août lors d'une procession. Pour l’événement, le sol est décoré de sciure et de sable colorés formant des tapis. Le chemin de la procession est aussi orné de fleurs, de fanions ou de pompons.

## Historique
Le diocèse de Veracruz est érigé le 5 janvier 1844 par la bulle Quod olim du pape Grégoire XVI en prenant une partie du territoire du diocèse de Tlaxcala (aujourd'hui archidiocèse de Puebla de los Ángeles).
La bulle désigne la ville de Veracruz comme siège épiscopal mais d'autres municipalités de l'État de Veracruz se disputent pour être la ville du siège du diocèse. Un décret consistorial du 1er juin 1850 établit que le siège doit être à Xalapa ou Orizaba ; finalement un rescrit du 16 juin 1855 opte définitivement pour Xalapa.
Le diocèse est officiellement organisé le 19 mars 1863 sous le nom de diocèse de Veracruz ou Xalapa en prenant une partie du territoire des diocèses de Tlaxcala et d'Antequera (aujourd'hui archidiocèse d'Antequera). Il est nommé suffragant de l'archidiocèse de Mexico.
Il cède une portion de son territoire le 23 juin 1891 pour l'érection du diocèse de Tehuantepecet le 24 novembre 1922 pour la création du diocèse de Papantla.
Le 29 juin 1951, il est élevé au rang d'archidiocèse métropolitain en vertu de la constitution apostolique Inter praecipuas du pape Pie XII avec les diocèses de Tehuantepec et Papantla comme suffragants.
Il cède encore une partie de son territoire le 23 mai 1959 pour la création du diocèse de San Andrés Tuxtlaet le 9 juin 1962 pour l'établissement du diocèse de Veracruz ; le même jour, l'archidiocèse prend son nom actuel. Il cède de nouveau du territoire le 15 avril 2000 pour l'érection des diocèses de Córdobaet d'Orizaba.

## Évêques et archevêques
évêques
- Francisco de Paula Suárez Peredo y Bezares (19 mars 1863 - 26 janvier 1869)
- José María Mora y Daza (21 mars 1870 - 13 novembre 1884), nommé évêque de Tlaxcala
  - Sede vacante (1884-1887)
- José Ignacio Suárez Peredo y Bezares (17 mars 1887 - 26 mars 1894)
- Joaquín Acadio Pagaza y Ordóñez (18 mars 1895 - 11 septembre 1919)
- saint Raphaël Guízar Valencia (1 août 1919 - 6 juin 1938)
- Manuel Pío López Estrada (11 octobre 1939 - 29 juin 1951)

archevêques
- Manuel Pío López Estrada (29 juin 1951 - 18 avril 1968)
- Emilio Abascal y Salmerón (18 avril 1968 - 12 mars 1979)
- Sergio Obeso Rivera (12 mars 1979 - 10 avril 2007)
- Hipólito Reyes Larios (10 avril 2007 - 8 août 2021)
- Jorge Carlos Patrón Wong, depuis le 8 décembre 2021